# Engelbert II de Sponheim
Engelbert II de Sponheim, mort le 12 ou 13 avril 1141 à Seeon, issu de la maison de Sponheim, fut margrave d'Istrie et de Carniole de 1108 jusqu'en 1130. En 1123/1124, il devient duc de Carinthie et margrave de Vérone jusqu'à son abdication en 1135.

## Biographie
Engelbert II est un fils cadet d'Engelbert Ier (de), comte de Sponheim en Rhénanie, et de son épouse Hedwige peut-être issue de la lignée des Billung comme fille putative du duc Bernard II de Saxe. Son père avait herité une vaste proprieté dans le duché de Carinthie et dans le val Pusteria; lors de la querelle des Investitures, il a soutenu le pape Grégoire VII contre le roi Henri IV. En 1091 il a fondé l'abbaye Saint-Paul du Lavanttal où il décéda en 1096. Engelbert II avait négocié la colonisation du monastère avec l'abbé Guillaume de Hirsau.
Vers 1100 il établit le comtés de Kraiburg et de Marquartstein en Bavière, dans les domaines propriétés de son épouse Ute († 1150), une fille du burgrave Ulrich de Passau. Contrairement à son père, Engelbert II reste un loyal partisan de la dynastie salienne. Il sert de caution au roi de Germanie et roi des Romains, Henri V, lors de son couronnement comme empereur romain germanique en février 1111 et comme témoin lors du concordat de Worms avec le pape Calixte II en septembre 1122. En échange, Henri le nomme margrave d'Istrie en 1108. À cette date, il avait déjà été substitué au comte Ulrich II de Weimar-Orlamünde comme margrave en Carniole. La même année, son frère aîné Henri IV est nommé duc de Carinthie, le premier de la maison de Sponheim.
À la mort de son frère Henri en 1123, Engelbert II lui succède. La même année, la ville de Friesach, une proprieté des archevêques de Salzbourg, est assiégée en vain par ses troupes. Il abandonne toutes ses charges en 1135 et le fief de Carinthie fut donné par l'empereur Lothaire de Supplinbourg à son fils aîné Ulrich Ier. Engelbert meurt dans l'abbaye de Seeon, en Bavière, où il est inhumé.

## Union et postérité
Il épouse Ute (nl), fille du burgrave Ulrich de Passau (mort vers 1099). et il laisse une large postérité:
- Ulrich Ier, successeur de son père en Carinthie en 1134 ;
- Engelbert III, successeur de son père en Istrie, Carniole et Kraiburg en 1130 ;
- Henri de Carinthie, évêque de Troyes en 1145 ;
- Mathilde de Carinthie, épouse le comte Thibaut IV de Blois, grands-parents de Philippe II Auguste ;
- Rapoto Ier de Sponheim (1190), comte d'Ortenburg en 1130 et de Kraiburg en 1173 ;
- Adelheid, Abbesse de Göss en 1146 ;
- Hartwig II de Sponheim, évêque de Ratisbonne en 1155 ;
- Ide de Sponheim, épouse du comte Guillaume III de Nevers.